# Distrito de Mindat
El distrito de Mindat (birmano: မင်းတပ်ခရိုင်) es un distrito de Birmania perteneciente al Estado Chin. Su capital es Mindat. En 2014 tenía 212 497 habitantes. El distrito, con una extensión de 19 735 km², comprende el tercio meridional del estado, siendo fronterizo con el estado indio de Mizoram al oeste.

## Organización territorial
El distrito está dividido en cuatro municipios (población en 2014):
- Municipio de Kanpetlet (21 493 habitantes) - capital en Kanpetlet
- Municipio de Matupi (51 351 habitantes) - capital en Matupi
- Municipio de Mindat (42 600 habitantes) - capital en Mindat
- Municipio de Paletwa (97 053 habitantes) - capital en Paletwa